# 녹동초등학교 시산분교
녹동초등학교 시산분교는 대한민국 전라남도 고흥군 시산도에 있는 공립 초등학교이다.

## 학교 연혁
- 1939. 05. 12.봉래 심상소학교 시산간이학교 개교
- 1944. 05. 25 시산국민학교 개교
- 1993. 09. 01 녹동초등학교 시산분교장 격하
- 2012. 02. 18 제65회 졸업식
- 2014. 03. 01 2학급 편성(2,4학년)
- 2015. 03. 01 3학급 편성(1,3,5학년)
- 2016. 03. 01 3학급 편성(1,3,5학년)
- 2017. 03. 01 3학급 편성(1,3,5학년)
- 2018. 03. 01 3학급(복식) 편성(12학년,34학년,56학년)
- 2023. 03. 01 2학급(복식) 편성 (5,6학년)
- 2024. 03. 01 1학급 편성(6학년)

## 참고 자료
- 녹동초등학교시산분교장 - 한국교육학술정보원 학교알리미